# Tuniská vlajka

Tuniská vlajka
Poměr stran: 2:3

Vlajka Tuniska byla poprvé přijata v roce 1831 Hassinem I., od té doby přijala několik nepříliš významných změn. Je tvořena sytě červeným listem o poměru stran 2:3, na kterém je umístěno bílé kruhové pole, v kterém jsou zobrazeny v sytě červené barvě symboly islámu – pěticípá hvězda a srpek. Srpek je otevřen k vlajícímu okraji a připomíná symbol Osmanské říše.
Poslední změna tuniské vlajky proběhla v roce 1999. Oproti předchozí vlajce je na současné jen nepatrný rozdíl ve velikosti bílého kruhu a tloušťky srpku.
Vlajka tuniského prezidenta se od státní vlajky liší žlutým arabským nápisem nad emblémem.[ujasnit]

Rozměry tuniské vlajky po roce 1999
Vlajka tuniského prezidenta (neodpovídá zdrojům) Poměr stran: 2:3

## Historie

Tuniská vlajka (1959–1999) Poměr stran: 2:3
Rozměry tuniské vlajky (1959–1999)